# Рештелу (стадіон)
Стадіон Реште́лу або «Ешта́діу ду Реште́лу» (порт. Estádio do Restelo) — спортивний стадіон, розташований в районі Белен у Лісабоні, Португалія. Урочисто відкритий 23 вересня 1956 року, зазнав реконструкції у 2004 році. Є домашньою ареною ФК «Белененсеш», що грає у найвищому дивізіоні країни.
Вміщує 19 980 глядачів, за даними офіційного сайту клубу — 25 тис. сидячих місць.

## ВізитІвана Павла II
10 травня 1991 року Папою Римським Іваном Павлом II на стадіоні було проведене богослужіння, яке зібрало 100 тис. осіб.